# Festival du cinéma américain de Deauville 1999
Le Festival du cinéma américain de Deauville 1999, la 25e édition du festival, s'est déroulé du 3 au 12 septembre 1999.

## Jury

### Jury de la sélection officielle
- Régis Wargnier (Président du Jury)
- Jean-Hugues Anglade
- Humbert Balsan
- Richard Berry
- Gabriel Byrne
- Jean-Pierre Dionnet
- Marie Gillain
- Michel Houellebecq
- Marie-France Pisier
- Elsa Zylberstein

## Sélection

### Film d'ouverture
- Mafia Blues de Harold Ramis

### Film de clôture
- Le Songe d'une nuit d'été de Michael Hoffman

### En Compétition
- Dans la peau de John Malkovich de Spike Jonze
- Les Frères Falls de Michael Polish
- Guinevere de Audrey Wells
- Babylon, USA d'Eric Mendelsohn
- Go de Doug Liman
- La Mémoire volée de Martin Duffy
- The Minus Man de Hampton Fancher
- Fiona d'Amos Kollek
- Happy, Texas de Mark Illsley
- Whiteboys de Marc Levin

### Hommages
- Robin Williams
- Al Pacino
- Michael Caine
- Maurice Jarre

## Palmarès
| Prix                               | Lauréat                                                         |
| ---------------------------------- | --------------------------------------------------------------- |
| Grand prix                         | Dans la peau de John Malkovich de Spike Jonze                   |
| Prix du jury ex aequo              | Les Frères Falls de Michael Polish et Guinevere de Audrey Wells |
| Prix de la critique internationale | Dans la peau de John Malkovich de Spike Jonze                   |
| Prix Michel-d'Ornano               | Le Bleu des villes de Stéphane Brizé                            |